# Madison Square Garden (1925)
Madison Square Garden foi um ginásio coberto da cidade de Nova York, o terceiro com este nome, erguido em 1925 e fechado em 1968, sendo substituído pelo atual edifício.
Situado em Manhattan, ficava localizado na esquina da 49th com a 50th Street, e servia de palco para partidas da National Hockey League, da NBA, lutas de boxe, conferências políticas, concertos musicais e vários outros eventos comemorativos, a exemplo da festa de aniversário do presidente JFK, em 1962.

## Histórico

A arena, em cartão postal antigo.

Quando o empresário do boxe George (Tex) Rickard descobriu que o antigo Madison Square Garden seria demolido para a construção de um arranha-céu, reuniu o que ele chamava de "600 milionários" para financiarem a construção de uma nova arena com este nome.
Inaugurado em 9 de janeiro de 1925 após apenas 249 dias de construção, foi obra inovadora do arquiteto Thomas W. Lamb, e era conhecido popularmente como "Ball" (alusão ao termo ballpark, lugar para jogos).
Na festa de aniversário em 1957 a arena contou com Marilyn Monroe montada num elefante; foi ainda cenário de filmes como A Volta ao Mundo em 80 Dias e palco de memoráveis partidas dos esportes que ali se realizaram.